# Kagu

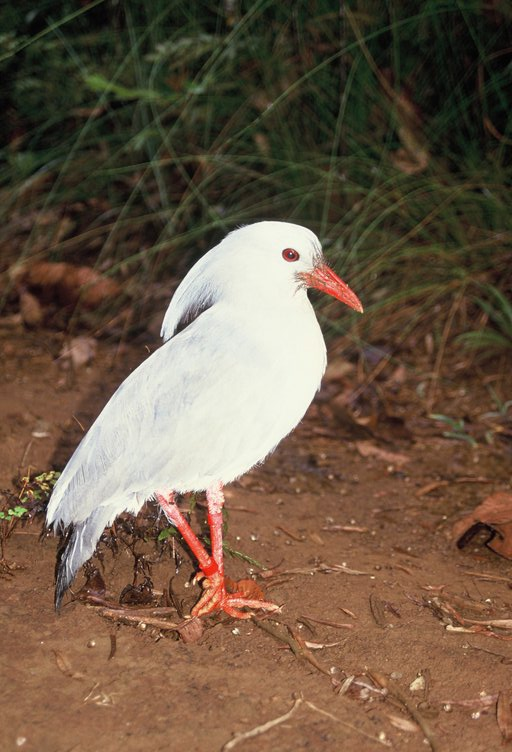

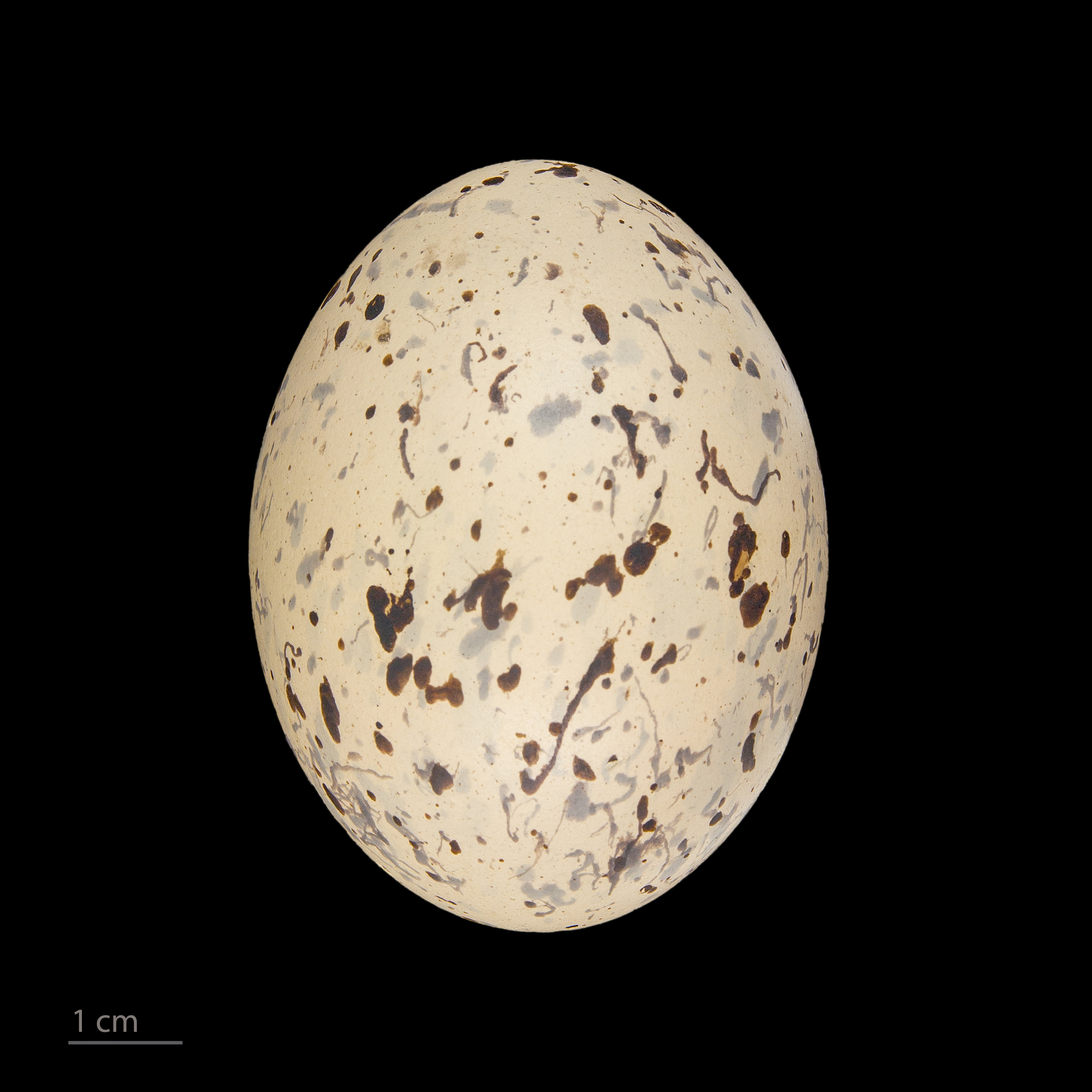
Rhynochetos jubatus

A kagu (Rhynochetos jubatus) a madarak (Aves) osztályának az Eurypygiformes rendjébe tartozó faj, ezen belül a kagufélék (Rhynochetidae) családjának egyetlen élő faja.
Nemének másik faja, a síkvidéken élő Rhynochetos orarius csak szubfosszilis formában ismert. Feltehetően a szigetre betelepülő melanéz őslakók irtották ki évszázadokkal ezelőtt.

## Rendszertani besorolása
Ezt a madarat és fosszilis társát, korábban a darualakúak (Gruiformes) rendjébe sorolták be, de az újabb alaktani- és DNS-vizsgálatok alapján, melyeket 2014-ben Jarvis és társai végeztek el, kitudódott, hogy a kagu és közeli rokona a guvatgém (Eurypyga helias) külön rendet alkotnak.

## Előfordulása
Kizárólag Új-Kaledónia területén fordul elő, ahol az érintetlen hegyvidéki erdőkben él. Ez a faj Új-Kaledónia nemzeti madara.

## Megjelenése
Hossza 55 centiméter, testtömege 900 gramm. A kagu lekerekített szárnya, méreteit tekintve alig kisebb annál, hogy repüléshez is alkalmas legyen, ám a madár az elcsökevényesedett repülőizmai miatt mégis gyakorlatilag röpképtelen; legfeljebb némi siklásra képes, lejtőn lefelé  ereszkedve. Teste zömök, tartása felegyenesedő. Piros színű erős lábával az avarban járkál, amint bejárja territóriumát, veszélyt érezve pedig gyors iramú futással menekül. A felnőtt madarak nagy, piros szeme alkalmassá teszi őket arra, hogy az erdei félhomályban is jól lássanak. Az öregek tollazata világosszürke vagy majdnem fehér, szárnyukon fekete szalag húzódik, mely dürgéskor szembeötlő. A fiókák és a fiatalok rejtőszínezetűek, barnák és szürkék, finom, sötét szalagozással.

## Életmódja
Az avarban keresi táplálékát: főként ezerlábúakat, puhatestűeket, férgeket, rovarokat, kisebb gyíkokat fog. A táplálékot kereső madár merev tartással figyel zsákmányára, majd fejének gyors mozdulatával kapja azt el. Ritkábban az avarban is kapar, sőt csőrével a talajba leásva is keresgél.

## Szaporodása
Az összetartozó pár kora reggel kettősben előadott kiáltozással hirdeti, hogy territóriuma foglalt. Olykor ezek az ismételt hangok kakaskukorékoláshoz vagy fiatal kutya távoli ugatásához hasonlóak. A költési időszak júniustól decemberig tart. Fészekalja mindössze egy tojásból áll, melyet egyszerű, összekapart levelekből álló fészkébe rak le a talajon. A kotlási idő 33-37 napig tart; mintegy 24 órás váltásokkal mindkét szülő kotlik. A fióka mintegy háromnapos kora után már elhagyja a fészket. Mindkét szülő eteti és éjszakára rajta ülnek, egészen hathetes koráig. A felnőtt madarak hosszú életűek, fogságban gyakran elérik a 20 éves kort is és a szabad természetben is elélhetnek 15 évig.

## Természetvédelmi helyzete
Mivel a kagu elterjedése csupán Új-Kaledónia érintetlen erdeire szorítkozik, állományai elég sérülékenyek.
Korábban gyakran befogták, hogy a díszállatpiacon értékesítsék. A nikkelbányászat miatt végrehajtott erdőirtások következtében élőhelyei is zsugorodtak. Manapság a kutyák jelentik rájuk nézve a legsúlyosabb veszélyt: elkapják és megölik a fiatal madarakat.
Az 1980-as évek közepére a szabad természetben élő egyedek száma nagyjából 50 egyedre csökkent. A táplálékkonkurens, betelepített számbárszarvas és a fiatal madarakra veszélyes, elvadult disznók és kutyák következetes irtása, valamint az erdőirtások mérséklése és az illegális állatkereskedelem visszaszorítása következtében a faj állományai erősödni kezdtek. A 2006 decemberi állományfelmérés alapján nagyjából 1000 madár élhet a szigeten. Ezek egyharmada a Parc Riviere Bleue természetvédelmi területen él.
Szerencsére a kagu jól tartható és szaporítható fogságban, így a vad populációt már zárt térben nevelt egyedekkel is lehet erősíteni. Összehangolt tenyésztéssel próbálják meg megmenteni a fajt. Európában az Európai Állatkertek és Akváriumok Szövetsége felügyelete alá tartozó Európai Veszélyeztetett Fajok Programja (EEP) keretében tenyésztik a faj egyedeit.

## Rendszertani helyzete

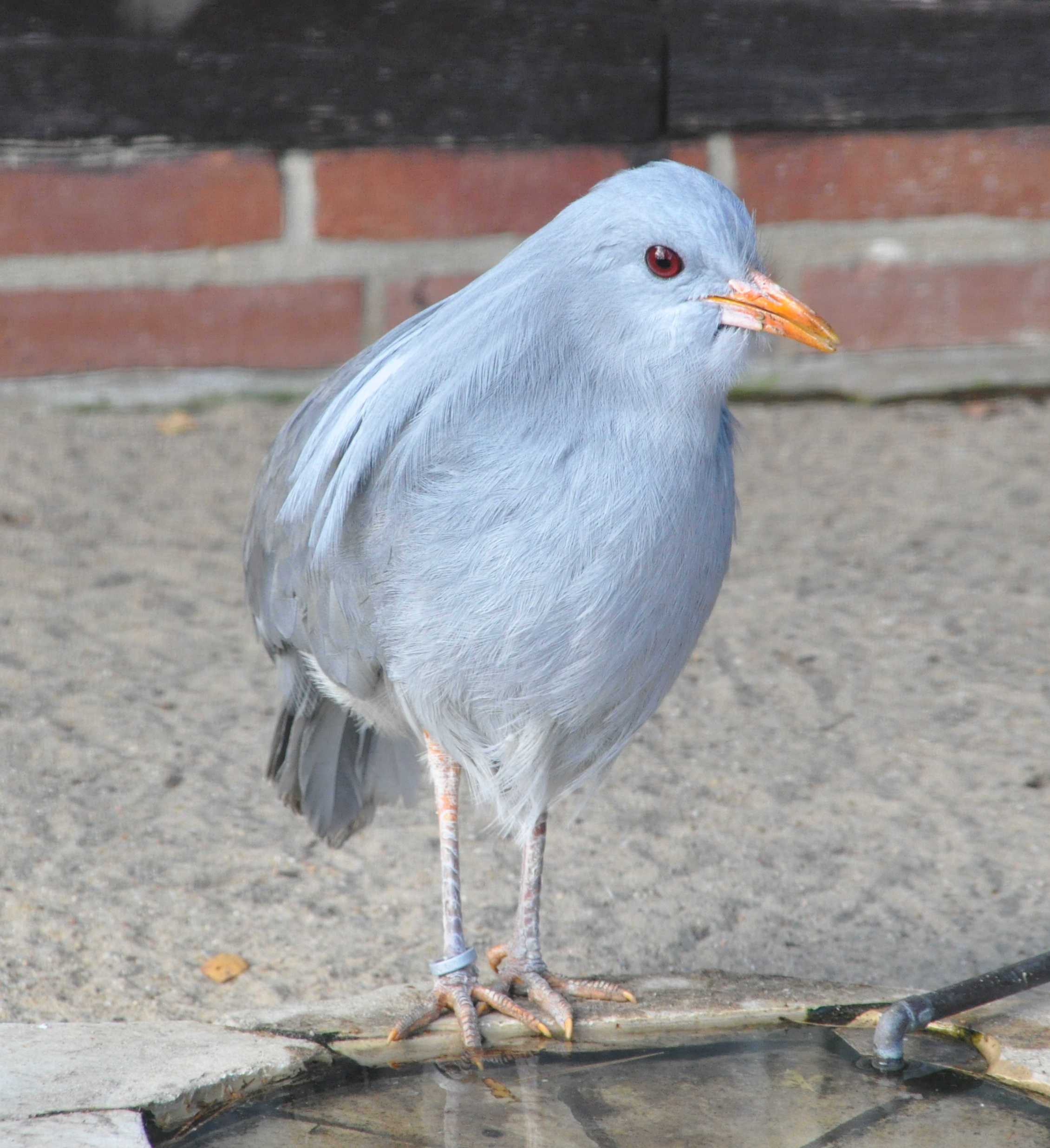
Kagu a németországi Walsrode Madárparkban

A kagu eléggé különálló faj az Eurypygiformes rendjén belül. Közeli rokon fajai Új-Kaledóniától messze fordultak elő. Közelebbi rokonai közül mára egyetlen faj van életben, a neotrópusi faunaterületen élő guvatgém (Euryga helias), mely Közép- és Dél-Amerika nedvesebb területein honos.
Kihalt rokonai közül a Messelornis nembe sorolt madarak már régen kihaltak. Egyik fajuk fosszlizálódott maradványait Németországban, Messel közelében találták meg. Ez a faj nagyjából 50 millió évvel ezelőtt élt.
Az Aptornis nembe sorolt két faj Új-Zéland területén élt és röpképtelen volt. E fajok az Új-Zélandra betelepülő maori őslakosok vadászatának estek áldozatul és nagyjából a 13. században haltak ki végleg.
E fajok valamennyien egy ősi leszármazási vonal utolsó maradványai és a többi rokonuk a később kialakul madárfajokkal vívott evolúciós küzdelemben alulmaradva pusztult ki. Felmerült, hogy egymástól távoli élőhelyeiket nem repülve érték el (mivel valamennyien gyenge röpképességűek vagy röpképtelenek), hanem a struccalakúak rendjébe tartozó fajokhoz hasonlóan a kontinensek vándorlása miatt sodródtak egymástól oly messzire.

### Fordítás
- Ez a szócikk részben vagy egészben  a   Kagu című német Wikipédia-szócikk ezen változatának fordításán alapul.  Az eredeti cikk szerkesztőit annak laptörténete sorolja fel. Ez a jelzés csupán a megfogalmazás eredetét és a szerzői jogokat jelzi, nem szolgál a cikkben szereplő információk forrásmegjelöléseként.